# Micrathena pilaton
Micrathena pilaton là một loài nhện trong họ Araneidae.
Loài này thuộc chi Micrathena. Micrathena pilaton được Herbert Walter Levi miêu tả năm 1985.